# Ophrys semibombyliflora
Ophrys semibombyliflora är en orkidéart som beskrevs av Bergon och E.G.Camus. Ophrys semibombyliflora ingår i ofryssläktet, och familjen orkidéer.
Artens utbredningsområde är Italien. Inga underarter finns listade i Catalogue of Life.